# Las Parejas
Las Parejas is een plaats in het Argentijnse bestuurlijke gebied Belgrano in de provincie Santa Fe. De plaats telt 11.317 inwoners.

## Geboren in Las Parejas
- Ermindo Onega (1940-1979), voetballer
- Daniel Onega (1945), voetballer